# Лебеф Тауншип (округ Ері, Пенсільванія)
Лебеф Тауншип (англ. LeBoeuf Township) — селище (англ. township) в США, в окрузі Ері штату Пенсільванія. Населення — 1659 осіб (2020).

## Демографія
Згідно з переписом 2010 року, у селищі мешкало 1698 осіб у 615 домогосподарствах у складі 484 родин. Було 663 помешкання
Расовий склад населення:
| - 98,7 % — білих - 0,4 % — азіатів - 0,2 % — корінних американців - 0,1 % — чорних або афроамериканців |

До двох чи більше рас належало 0,6 %. Частка іспаномовних становила 0,3 % від усіх жителів.
За віковим діапазоном населення розподілялося таким чином: 26,2 % — особи молодші 18 років, 62,5 % — особи у віці 18—64 років, 11,3 % — особи у віці 65 років та старші. Медіана віку мешканця становила 40,4 року. На 100 осіб жіночої статі у селищі припадало 100,9 чоловіків;  на 100 жінок у віці від 18 років та старших — 100,5 чоловіків також старших 18 років.
Середній дохід на одне домашнє господарство  становив 68 145 доларів США (медіана — 60 125), а середній дохід на одну сім'ю — 79 873 долари (медіана — 73 958). Медіана доходів становила 42 406 доларів для чоловіків та 35 547 доларів для жінок. За межею бідності перебувало 10,3 % осіб, у тому числі 19,8 % дітей у віці до 18 років та 4,6 % осіб у віці 65 років та старших.
Цивільне працевлаштоване населення становило 886 осіб. Основні галузі зайнятості: освіта, охорона здоров'я та соціальна допомога — 28,0 %, виробництво — 16,1 %, мистецтво, розваги та відпочинок — 8,8 %, будівництво — 8,8 %.